# Koningsgier
De Koningsgier (Sarcoramphus papa) is een vogel uit de familie van de gieren van de Nieuwe Wereld. De wetenschappelijke naam van de soort werd als Vultur papa in 1758 gepubliceerd door Carl Linnaeus. De vogel heeft een lengte van 71 tot 85 cm, een vleugelspanwijdte van 180 tot 200 cm en een gewicht van 3 tot 4,5 kg.

## Veldkenmerken

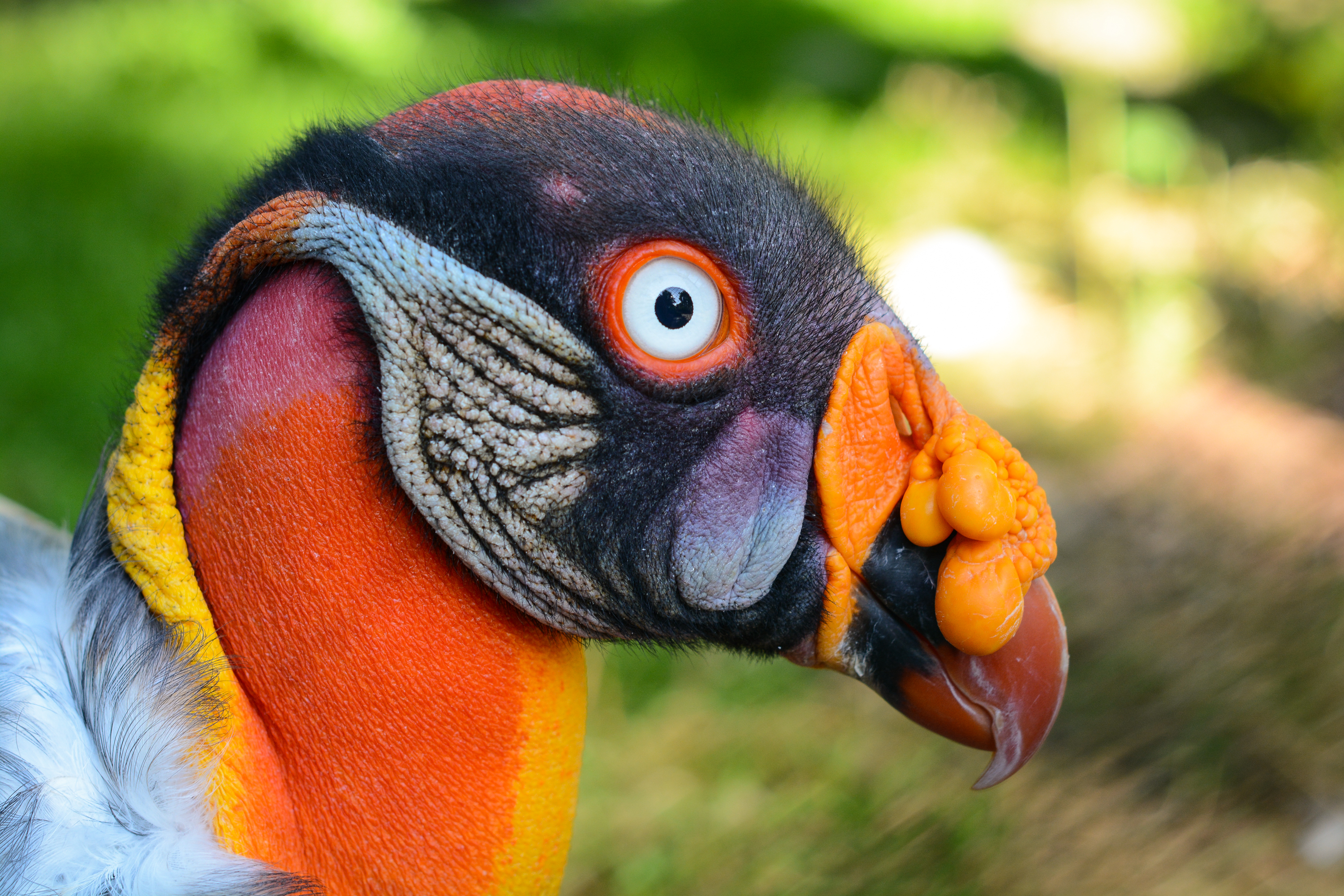
Kop van de koningsgier

Zijn krachtige snavel is rood met zwart en bevat een roodgele vlezige kam. De kop is rood, oranje, grijs en zwart. De ogen zijn omgeven door een rode kring. De rest van het lichaam is grijs of grijsbruin van kleur. De variaties in het kleurrijke gezicht tonen leeftijd, status en gezondheid aan soortgenoten. De kale krop, bedoeld om tijdelijk voedsel in op te slaan, speelt een belangrijke rol bij de balts. De vleugels zijn zeer breed en de brede staart is relatief klein. Er bestaat geen verschil in uiterlijk en grootte tussen de twee geslachten bij de koningsgier.

## Leefomgeving
De koningsgier leeft in de regenwouden en boomsavannes van het laagland in Midden- en Zuid-Amerika. Ook in bergstreken tot de 1200 m hoogte wordt hij aangetroffen.

## Voedsel
De koningsgier is met zijn krachtige snavel in staat allerlei soorten aas te verwerken, waaronder ook dood vee en gestrande vissen. Verder vangt hij ook levende prooi, zoals muizen, kleine vogels en hagedissen.

## Leefwijze
Koningsgieren leven in paren of kleine groepen van hooguit vijf individuen. Bij grote karkassen kunnen daarentegen meerdere groepen samenkomen, zodat soms wel vijftig koningsgieren bij elkaar te vinden zijn. Een studie in 1991 wees uit dat de koningsgier aas mogelijk met behulp van zijn reukvermogen kan opsporen. In dichtbeboste gebieden is deze soort vooral afhankelijk van roodkopgieren die een uitstekende reukzin hebben. Meestal zit de koningsgier op een uitstekende tak in de boomtoppen of zweeft hij boven het bladerdak boomtoppen op zoek naar een karkas. Tijdens het eten is de koningsgier kwetsbaar voor grote roofdieren zoals jaguars en poema's. De vogel is dan niet in staat snel van de grond los te komen en weg te vliegen door zijn grote lichaam. Door de grote vleugels en lichaam is de koningsgier vrijwel volledig afhankelijk van thermiek om te kunnen vliegen. Alleen bij uiterste noodzaak slaat deze roofvogel met de vleugels om te vliegen.

## Voortplanting
Het nest wordt gebouwd in hoge bomen, meestal meer dan twintig meter boven de grond. De paartijd en het broedperiode zijn meestal in het droge seizoen. Na de paring legt het wijfje meestal één ei, dat gebroken wit van kleur is met roestbruine vlekken. Net als andere roofvogels broeden beide geslachten om de beurt en voeden ze het kuiken samen op. Na ongeveer 56 dagen komt het ei uit. Het jong wordt gevoed met voedsel dat uit de krop van de oudervogels opgebraakt wordt. Het kuiken blijft meestal bij de ouders tot het volgende broedseizoen.

## Samenwerking met andere soorten
In bosgebieden werkt de koningsgier vaak samen met andere gierensoorten, zoals de roodkopgier en de zwarte gier, om aan voedsel te komen.

## Status
De grootte van de populatie wordt geschat op 1000-10.000 vogels. Op de Rode lijst van de IUCN heeft deze soort de status niet bedreigd.